# フェロー語訳聖書
フェロー語訳聖書（フェローごやくせいしょ、英語: Bible translations into Faroese）では、キリスト教聖書のフェロー語への翻訳を扱う。フェロー語はデンマーク領で、イギリス・スコットランドとアイスランドの間に位置するフェロー諸島で話されている言語である。
フェロー語はインド・ヨーロッパ語族のゲルマン語派に属し、アイスランド語に近いといわれる。島民ほぼ全員がキリスト教徒で、ルーテル派のフェロー諸島教会（Church of the Faroe Islands）が大多数。

## 最初の聖書訳
1814年、まだフェロー語の正書法が定まっていない時期に音声記号を使って、J. H. シュローター（J. H. Schrøter）が『新約聖書』の翻訳を始めて、1823年『マタイによる福音書』が初めてフェロー語に翻訳された。これは翌1824年にデンマーク聖書協会によって、当時5千人に満たなかった島民全員へ渡るように1200冊が配布された。

## その後の聖書訳
1843年に、V. U. ハマスハイム（V. U. Hammershaimb）が正書法を発表して、その後それが確立されてゆく。1855年、ハマスハイムは福音書の一部をフェロー語に訳して、初めて教会で使った。1892年、フルイリクル・ペテルセン（Fríðrikur Petersen）が「主の祈り」を教会の雑誌で発表した。
聖書全体を初めてフェロー語に訳したのは、福音主義的な「プリマス・ブレザレン」のヴィクトル・ダニエルセン（Victor Danielsen）であった。彼は原典のヘブライ語・ギリシア語ではなくヨーロッパのさまざまな翻訳聖書から翻訳を進めて、1937年には『新約聖書』全書を、1939年には『旧約聖書』全書を訳したが、ノルウェーで出版予定であったその聖書は第二次世界大戦の影響から遅れ、最終的には終戦後1949年に全体的な手直しを経て出版された。彼の翻訳は堅実で標準的であるといわれる。
1961年に、フェロー諸島教会は『旧・新約全書』を別翻訳で発行した。これはヨアクプ・ダール（Jákup Dahl）が1923年に完成した『新約聖書』、彼の死後引き継いだクリスチャン・ヴィデロ（Kristian Oswald Viderø）の『旧約聖書』に基づいている。ダール訳は巧みで原典に忠実、ヴィデロ訳は高雅で詩的といわれている。
| Translation    | ヨハネ 3:16 |
| -------------- | --- |
| Unknown source | Tí so elskaði Gud verðina, at hann gav son sín, hin einborna, fyri at hvør tann, sum trýr á hann, ikki skal fortapast, men hava ævigt liv. |

## 関連記事
- フェロー諸島の宗教
- フェロー人
- 言語別聖書の一覧